# Carlos de los Cobos
Carlos de los Cobos Martínez (Matamoros, 10 dicembre 1958) è un allenatore di calcio ed ex calciatore messicano, di ruolo centrocampista.

## Carriera

### Club
Ha giocato per le Águilas del Club América dove a fianco di Héctor Zelada, Javier Aguirre, Alfredo Tena, Cristobal Ortega e altri vinse quattro titoli; ha legato particolarmente la sua carriera ai Gallos Blancos de Querétaro, dove ha giocato in vari periodi, e con i quali ha iniziato e terminato la carriera da calciatore, e al Monterrey.

### Nazionale
Da difensore giocò i mondiali di casa nel 1986, giocando titolare vestendo la maglia numero 6.

### Allenatore
Ha allenato Club América, Querétaro, Celaya, Irapuato e fece da vice allenatore a Manuel Lapuente durante Francia 1998, guidando poi la Nazionale Olimpica durante Atlanta 1996.
Il 28 agosto 2006 fu nominato da Rodrigo Calvo, presidente della Federación Salvadoreña de Fútbol, allenatore della Nazionale centroamericana fino al 2010, iniziando l'incarico il 3 settembre dello stesso anno.

## Palmarès

### Club

#### Competizioni nazionali
- Campionato messicano di calcio: 3

América: 1984, 1988, 1989
- Campeón de Campeones: 2

América: 1988, 1989
- Coppa del Messico: 1

Monterrey: 1991-1992

#### Competizioni internazionali
- CONCACAF Cup Winners Cup: 1

Monterrey: 1993